# The Beat Farmers
The Beat Farmers waren eine amerikanische Cow-Punk-Band, die im August 1983 in San Diego (Kalifornien) gegründet wurde. Sie hatten viele Anhänger bis 1995 der Schlagzeuger und gelegentliche Frontmann Country Dick Montana starb. Ihre Musik wird als Verschmelzung von Country Punk, Jangle-Pop, Roots Rock, Country-Rock, Rockabilly und Swamp Rock bezeichnet.

## Gründung
1983 wurden die Beat Farmers von Country Dick Montana und Jerry Raney gegründet. Country Dick Montana war früherer Schlagzeuger für die San Diego Bands The Penetrators und The Crawdaddys, während Jerry Raney Sänger und Gitarrist der Band The Shames und in den 1970ern ein Teil der psychedelischen Band Glory war. Sänger und Gitarrist Bernard „Buddy Blue“ Seigal und Bassist Rolle Love wurden von der Gruppe The Rockin‘ Roulettes, einer lokalen Rockabilly Band, rekrutiert. Die Band spielte regelmäßig am Spring Valley Inn und an verschiedenen Veranstaltungsorten rund um die San Diego State Universität. 1984 gewannen The Beat Farmers den jährlichen Wettbewerb San Diego Battle of Bands und bekamen so eine Fangemeinde, die sich über ganz Südkalifornien verteilte.
The Beat Farmers sind aus der früheren Band Country Dick & the Snuggle entstanden, die von Dan McLain, auch Country Dick oder Country Dick Montana genannt, gegründet wurde. An dieser Band waren viele San Diego Musiker beteiligt, die später eine wichtige Rolle nicht nur bei The Beat Farmers, sondern auch in der neo-traditionellen Country- und Cow-Punk-Szene spielten. Zu den Mitgliedern der Band Country Dick & the Snuggle Bunnies zählten unter anderem: McLain, der Schlagzeug spielte und den Gesang übernahm; Richard Banke, alias Skid Roper, der Mandoline und Washboard spielte und auch sang; Robin Jackson, der für die Gitarre und Gesang zuständig war; Paul Kamanski und Joey Harris, die beide ebenfalls Gitarre spielten und sangen; und Nino Del Pesco, der Bass spielte und auch sang.
Später ersetzte Harris Buddy Blue in der Band The Beat Farmers, Kamanski schrieb einige Lieder der Band. Banke arbeitete später mit Mojo Nixon, und Del Pesco gründete die Band The Lonesome Stranger mit seinem Bandkollegen Randy Weeks, Jeff Rymes. Joe Nanini und Snake Farm formten gemeinsam mit Barry McBride, der Mitglied in der Band The Plugz war.

## Geschichte
1984 wurden sie von Rhino Records einmalig unter Vertrag genommen. Ihr erstes Album, namens Tales of the New West, wurde von den Blasters und dem Saxophonisten Steve Berlin der Band Los Lobos produziert. Es erschien im Jänner 1985. Das Album enthielt Coversongs wie Reason to Believe von Bruce Springsteen, There She Goes Again von The Velvet Underground, und Never Going Back von John Stewart. Außerdem enthielt es eines ihrer bekanntesten Lieder, Happy Boy, welches nationale Bekanntschaft durch die Radioshow Dector Demento gewann.
1985 reisten The Beat Farmers nach England, um Glad 'N' Greasy, eine sechs Lieder lange EP, für Demon Records aufzuzeichnen. Diese wurde co-produziert von Graham Parker und Keyboard-Spieler Bob Andrews von der Band The Rumour. Sie enthielt auch eine Tanzhallen-Version von Neil Youngs Powderfinger und Country Dick sang Beat Generation mit Gesang von Dave Alvin, Nick Lowe, Gene Taylor, Dan Stuart und Loudon Wainwright III.
1986 führten The Beating Farmers ihre Tour fort und unterschrieben einen Vertrag mit Curb Records. Buddy Blue verließ die Band in diesem Jahr, da er nicht mehr mit Curb Records zusammenarbeiten wollte. Ihr großes Labeldebüt Van Go wurde von Craig Leon produziert und bot unter anderem Darbietungen von Blue und dem neuen Mitglied Joey Harris, der früher mit John Stewart, The Speedsters und mit Country Dick & the Snuggle Bunnies gespielt hatte.
Ein Jahr später wurde The Pursuit of Happiness von Curb Records/MCA veröffentlicht. Die Single Make It Last wurde kurz nach Veröffentlichung schon in dutzenden von Country-Western Stationen verteilt in der ganzen Nation gespielt. Die restlichen Lieder des Albums waren jedoch zu Rock-’n’-Roll-orientiert für das Format. Das Lied Hideaway wurde als Soundtrack für den Film Major League und das Lied Big Big Man im Film The Garbage Pail Kids Movie verwendet.

## Tod von Country Dick
Am 8. November 1995 starb Country Dick Montana an einem Herzinfarkt, während er das Lied The Girl I Almost Married in Whistler, British Columbia, spielte. Die übrigen Mitglieder der Beat Farmers entschieden sich drei Tage später, die Band aufzulösen.
1996 wurde von Bar None Records von Hoboken, New Jersey, postum ein Soloalbum, namens The Devil Lied to Me, von Country Dick veröffentlicht. Die Künstler in diesem Album sind frühere Mitglieder der Beat Farmers wie Katy Moffatt, Rosie Flores, Nixon und Alvin.

## Spätere Aktivitäten
2002 bereitete Rhino Records die erste CD Glad n' Greasy digital neu auf und gab diese unter dem Titel The Lost Beat Farmers Recording neu heraus. Es wurde auch eine erweiterte Version von Tales of the New West veröffentlicht.
Die früheren Mitglieder gründeten einige neue Band unter anderem Raney-Blue, bestehend aus Jerry Raney und Buddy Blue, Powerthud, gegründet von Jerry Raney und Joey Harris. Aber auch Bands wie The Joey Show, von Joey Harris, Joey Harris and The Mentals, The Flying Putos, bestehend aus Jerry Raney, Buddy Blue und Rolle Love. Außerdem wurde noch die Band The Farmers von Jerry Raney, Rolle Love und Buddy Blue ins Leben gerufen.